# نوریس‌تاون (پنسیلوانیا)
نوریس‌تاون (به انگلیسی: Norristown) یک منطقهٔ مسکونی در ایالات متحده آمریکا است که در شهرستان مونتگومری، پنسیلوانیا واقع شده‌است. نوریس‌تاون ۹٫۳۵ کیلومتر مربع مساحت و ۳۴٬۳۲۴ نفر جمعیت دارد و ۴۱٫۱۵ متر بالاتر از سطح دریا واقع شده‌است.

## خواهرخوانده
شهر مونتلا خواهرخواندهٔ نوریس‌تاون، پنسیلوانیا هست.